# Szalone serce
Szalone serce (ang. Crazy Heart, 2009) – amerykański melodramat muzyczny w reżyserii i według scenariusza autorstwa Scotta Coopera. Scenariusz powstał na podstawie wydanej w 1987 roku książki Crazy Heart autorstwa Thomasa Cobba.
Film opowiada historię przebrzmiałego piosenkarza i kompozytora muzyki country, Bada Blake’a (w tej roli Jeff Bridges), który jest alkoholikiem. Gdy na jego drodze staje ambitna dziennikarka Jean (Maggie Gyllenhaal), Bad postanawia zmienić swoje życie.

## Obsada
- Jeff Bridges jako Bad Blake
- Maggie Gyllenhaal jako Jean Craddock
- Colin Farrell jako Tommy Sweet
- Robert Duvall jako Wayne Kramer
- Beth Grant jako JoAnne
- Annie Corley jako Donna
- Tom Bower jako Bill Wilson
- Jack Nation jako Buddy

## Nagrody i nominacje
Oscary za rok 2009
- najlepszy aktor pierwszoplanowy − Jeff Bridges[1]
- najlepsza piosenka The Weary Kind − Ryan Bingham i T Bone Burnett[1]
- nominacja: najlepsza aktorka drugoplanowa − Maggie Gyllenhaal[1]

Złote Globy 2009
- najlepszy aktor w filmie dramatyczym − Jeff Bridges
- najlepsza piosenka The Weary Kind − Ryan Bingham i T Bone Burnett

Nagrody BAFTA 2009
- nominacja: najlepszy aktor pierwszoplanowy − Jeff Bridges
- nominacja: najlepsza muzyka − T Bone Burnett i Stephen Bruton

Nagroda Gildii Aktorów Filmowych 2009
- najlepszy aktor pierwszoplanowy − Jeff Bridges

Independent Spirit Awards 2009
- najlepszy pierwszy film − Scott Cooper, Robert Duvall, Rob Carliner, Judy Cairo i T Bone Burnett (producenci)
- najlepszy aktor pierwszoplanowy − Jeff Bridges
- nominacja: najlepszy pierwszy scenariusz − Scott Cooper

Nagroda Satelita 2009
- nominacja: najlepszy aktor w filmie dramatyczym − Jeff Bridges
- najlepsza piosenka The Weary Kind − Ryan Bingham i T Bone Burnett